# Bergen (Moyenne-Franconie)
Pour les articles homonymes, voir Bergen.
Bergen est une commune de Bavière (Allemagne), située dans l'arrondissement de Weißenburg-Gunzenhausen, dans le district de Moyenne-Franconie.

## Histoire
Bergen a été mentionné pour la première fois en 1067. Cependant, il y a des trouvailles de la civilisation de Hallstatt, ce qui indique que cette zone a été réglée beaucoup plus tôt.